# Dolichopeza (Dolichopeza) planidigitalis
Dolichopeza (Dolichopeza) planidigitalis is een tweevleugelige uit de familie langpootmuggen (Tipulidae). De soort komt voor in het Australaziatisch gebied.